# シアーレス石
シアーレス石（シアーレスせき、searlesite）は、ホウケイ酸ナトリウム鉱物の一つ。化学式はNaBSi2O5(OH)2。1914年にカリフォルニア州のシアルス湖でJohn W. Searlesによって発見・命名された。
シアーレス石はホウ砂の鉱石鉱物で、オイルシェール層と泥灰土層との間（グリーンリバー累層、アメリカ合衆国）、またはホウ素に関連する蒸発岩（カリフォルニア、アメリカ合衆国）に存在する。